# Bartolomeo Ambrosini
Bartolomeo Ambrosini (Bolonia, 1588-Bolonia, 1657) fue un médico y botánico italiano.

## Biografía
Ambrosini fue alumno de Ulisse Aldrovandi, y publicó muchos de sus trabajos, y al que más tarde sucedió como director del jardín botánico de la Universidad de Bolonia. Estudió en la universidad, y fue sucesivamente profesor de filosofía, de botánica y de medicina. Durante la peste de 1630 en Bolonia, trabajó asiduamente para el alivio del sufrimiento y al año siguiente publicó el ibro Modo e facile preserva, è cura di peste a beneficio de popolo di Bologna.
Fue autor de varias obras médicas de cierta importancia en su época. En 1630 publicó Capsicorum Varietate cum suis iconibus ; accessit panacea ex herbis quæ a sanctis demominantus, Theorica medicina in tabulas veluti digesta (1632), Pulsibus (1645).
Su hermano menor, Giacinto Ambrosini (1605-1672), fue un botánico famoso, quien le sucedió como profesor de botánica y director del jardín botánico de la Universidad de Bolonia en 1657.
Linneo le dedicó el género Ambrosina de la familia Araceae, mientras que el Archiginnasio de Bolonia contiene dos monumentos (inscripción y busto) en su memoria.

### Aldrovandine
- (a cura di), De quadrupedibus digitatis viuiparis libri tres, et De quadrupedibus digitatis ouiparis libri duo, Bologna 1637 online.
- (a cura di), Serpentum, et draconum historiae libri duo, Bologna 1639 online.
- (a cura di), Monstrorum historia cum Paralipomenis historiae omnium animalium, Bologna 1642 online.
- (a cura di), Musaeum metallicum in libros 4 distributum, Bologna 1648 online.

### Varios
- Panacea ex herbis quae à sanctis denominantur concinnata...historia, Bologna 1630.
- Theorica tabulas veluti digesta in medicina, Bologna 1632.
- De pulsibus, Bologna 1645.
- De externis malis, Bologna 1656.